# あやかしマニアックス!
『あやかしマニアックス!』は、夏希のたねによる日本のライトノベル。イラストは犬洞あんが担当。GA文庫（ソフトバンククリエイティブ）より2011年10月から2013年1月まで刊行された。第3回GA文庫大賞奨励賞受賞作（応募時のタイトルは『妖怪恋戦』）。ただし単行本の刊行にあたって一からプロットを作り直し、ストーリーやヒロインすら一新する程の大幅な改稿がなされている。

## 登場人物

### 主要人物
影森 和樹（かげもり かずき）
本作の主人公。退魔師であるが霊力がない自称「出来損ないの退魔師」。霊力がないことを補うべく鍛錬したことで格闘の腕前はかなりのもので、これに加え怪異の取り締まりでは罠や心理戦などの手法を用いることも多い。また相手次第ではかなり情け容赦がなくなる。
実は『仙気』の一種『童気』の持ち主で、大気中に存在する膨大な霊子を取り込むことができる。
払間 ヒカリ（ふつま ヒカリ）
和樹の従兄妹で同じく退魔師をしている少女。和樹に対して恋心を抱いていたが長年の付き合いとその手のことに臆病な性格もあって和樹には全くと言っていいほど気付かれていなかった。軽いツンデレ、もしくはヤンデレ。
家系的に本来は五行で言う『火』属性の術が合っているのだが、強力すぎてその出力を制御するのが困難なため普段は暗示でそれを封じ、『金』属性の術である霊力により錬られた封魔の鎖『無尽の鎖』を使用する。
亜璃沙・K・サトクリフ（ありさ・K・サトクリフ）
和樹とヒカリのクラスに転校してきた転校生。周囲の人間に対して素っ気ない態度をとっているが、和樹に対してだけは積極的に好意をアピールするためヒカリとの仲は険悪。
正体は和樹の父 宋馬が記憶喪失中に淫魔の女性との間にもうけた子、つまり和樹の腹違いの妹。兄と知っている上で和樹に男女の関係を迫るなど積極的な性格。宋馬が記憶喪失中に生まれたため、父親の戸籍が不明であることを気にした母親が戸籍を偽造した。そのため法律的には赤の他人。
淫魔の能力として相手に好意を抱かせる『魅了』と、触れた相手の体力を奪うエナジードレインが使える。
なお『魅了』の能力はほぼ無意識に常時発動しており、これによるエネルギー消費の影響でかなりの健啖家である。

### 妖怪
メリーさん
本編開始の3年前から和樹と一緒に暮らしている少女。本来は都市伝説「メリーさんの電話」で電話越しに人の背後に現れ姿を見た物を殺すという存在だが、和樹がその姿を見ないよう生活しているため同居が成立している。意外と顔が広く怪異の事情にもかなり精通している。作者曰く「本作の真のヒロイン」。
顔と名前を知っている相手の背後に瞬間移動するという能力を持つ。
ターボ婆ちゃん
和樹やメリーさんの知り合いの妖怪。登場するたびに走行速度が飛躍的に上がり続けている。和樹と出会ったのはメリーさんとほぼ同時期。
作者曰く「本作の最強キャラクター」で、ミサイルに追い付ける程の高速飛行能力（正確には空中に足場を造り出しての高速走行）や宇宙空間でも生きていられる（本来なら妖怪でも空気が無いと死ぬ）、更には時間や因果律すら凌駕できるようにまでなるなど驚異的なスペックを発揮している。
また身体能力だけでなくハイテクな分野に関しても詳しい。
絡屋 咲八(からや さくや)/土蜘蛛
和樹たちの高校の3年生。攻撃的な雰囲気を感じさせる美少女で学校の内外問わずファンの男子が多いが、実は性別は男。
転校早々自分のファンの大多数が亜璃紗に流れたことを逆恨みし彼女を襲うも、激怒し駆けつけた和樹に叩きのめされる。
その後は霊具で力を封じられていたが3巻で再登場、元々のS気質が和樹に痛めつけられたことでMに反転し彼にベタ惚れしていた。
垢嘗
風呂場の汚い赤を嘗めるのを嫌い、少女の赤を嘗めようと追いかけまわしていた。
口裂け女
顔にできた大きな傷によって醜くなってしまったため、体で勝負しようと通りかかった人に自身の裸体を見せつけていた。その後、宋馬に口の傷を幻影で隠せる首飾りをもらった。
赤マント
公園で少女にお金を払ってスカートの中を撮影しようとしていた。
轟木 大吾(とどろき だいご)/山童
怪力と読心能力をもつ山童。和樹たちに手を出した舎弟たちを叱りつけるなど番長然とした性格。
『二人はマグナ☆マテル』のファンでもありファンサイトの運営や同人活動なども行っている。
鎌鼬
3人で行動する。1人目が女性を転ばせ、2人目が下着を剥ぎ取り、3人目が新品の高級下着を押し付けていた。
天狗
怪我したところを小杜子に手当され、一目惚れした。その後は隠れ蓑を使って小杜子に対してストーカー行為をしていた。
大天狗
何百年も山を守護してきた。温厚で公明正大だが弟子に甘いのが玉に瑕。
狗賓
天狗の兄弟子にあたる。天狗の芝居に付き合っていた。ハードゲイ。
バンシー
弥生と同じくBL好きだったため弥生に取り憑き、ハーゲンの手下となっていた。
天田 清美(あまだ きよみ)/しょうけら
高校の新任教師。天窓から覗き込んで人を驚かせるのが趣味だったが、大学生の時、友人の家の天窓を覗いた際に、友人が恋人と抱き合っていたのを目撃し、人々が愛し合うのを見守ろうと決めた。その後、人が相手に対して抱いている好意を何百倍にも増幅させる能力を手に入れた。
ぬらりひょん
メリーさんの友人で赤マントのカメラの師匠。『紳士皇帝』と呼ばれ和樹からは変態紳士の頂点として認識されている。
桜子(さくらこ)/座敷童
メリーさんの友人。現在は成長して童ではなくなってしまい能力を失ってしまっているが、過去の経験を活かして株で稼いでいる。
二ノ宮 輝星(にのみや きらら)/二口女
大食いクイーンを自称するお嬢さま。高飛車な性格で怒るとすぐガラが悪くなる。掌にもう1つ口がある。妖怪としての能力を使い大食いの大会でイカサマをしていた。
メイドさん
輝星の傍に仕えているメイド。主人である輝星に対して平然と毒を吐きまくるなど腹黒とも見える性格。人間なのか主人と同じように妖怪なのかは不明。
操乃(あやの)/付喪神
等身大の日本人形。
髪切り
ぶらなか様の名を騙って、電話に誘われて来た女性の陰毛を切り取ろうとしていた。

### 精霊
ジークフリード
白馬と青年の姿を使い分ける精霊ユニコーン。乙女が好きで、精神体である自分の体を保つには精神を高揚させることが必要であるため和樹の性別を女に変えた。略称はジーク。
ハーゲン
闇に心を支配され、その身まで黒く染まったユニコーン。乙女より少年が好きになってしまっている。世界中の美少女を美少年に変えるという野望を持っていた。亜璃沙に取り憑いて性別を男に変えていたが和樹の活躍によって元に戻り、それと一緒に亜璃沙も元に戻った。
フォルケール
ユニコーン。ハーゲンの話を聞いているうちに黒く染まってしまった。渚に取り憑いていたが和樹とジークの活躍によって元に戻る。

### 人間
払間 火乃華（ふつま ほのか）
ヒカリの姉で和樹の従姉。凄腕の退魔師かつ大場高校の歴史教師兼怪奇研究会顧問。
5年前に関わったある事件以降現場に出ることをやめ、依頼を和樹達に斡旋するだけの仲介人に成り下がった。
影森 宋馬（かげもり そうま）
和樹と亜璃沙の父。旧姓は楠木（くすのき）。普通は制作に10年かかる霊具を1か月で作るなど数百年に一人というレベルの霊具作りの天才。
影森 千枝（かげもり ちえ）
和樹の母。夫と息子を心底愛しているが、同時にかなり嫉妬深いという一面もある。
大地から霊力の槍を森の木のように幾つも出現させる「千樹の早贄」という術を使う。
結城 小杜子（けつじょう ことこ）
全寮制の退魔師学校に通っている。5歳まで大阪に住んでいたが父親の転勤に伴い、あちこちを移り住んでいた。滝打ちの修行中に木から落ちて怪我をした天狗を手当し、惚れられる。
折り紙で折った鶴を操る式神「折神」という術を使う。折り鶴の見ているもの、聞こえる音を自分だけでなく自分に触れている人物にも伝えることができる。
氷川 冷子（ひかわ れいこ）
退魔師学校で保体（保健・体術）を教えている。三十路（30歳）で彼氏がいないことを気にしている。
菊川 弥生（きくかわ やよい）
和樹のクラスメイト。BLを愛する腐女子。世界中の美少女を美少年に変えるというハーゲンの野望に共感し、手下となった。
猫田 渚（ねこた なぎさ）
3年生。身長176センチでバレー部員。万年補欠だったがフォルケールによって性別を男に変えられ筋力が上昇したことでレギュラー入りする。フォルケールが倒された後は女に戻ったが男性時の経験を活かしてレギュラーのまま部活を続けている。
綾取 清志郎（あやとり きよしろう）
退魔師。妖怪の力を取り込む術に長け、相手の妖怪と同等の力を持ったコピーを作り出すことができる。
妹と結婚したいがために妖怪化して細胞レベルで別人になろうと計画した。妖怪化するために『ぶらなか様』として「願いを叶えてくれる」という噂を広めていたが、妖怪は負の感情からしか生まれないため悪意ある願いだけを叶えた。
松村 満（まつむら みつる）
和樹たちのクラスメイト。さりげなく変態的な発言をすることが多い。

## 用語・設定

### 妖怪
人の想念が集まり噂話という方向性を得て具現化したモノ。
始祖（しそ）
噂から直接生まれたタイプの妖怪。噂の変化に連動し性質が変化するが（性格などまでは変化しない）、その分強力な能力を持つ。
元々人間だった幽霊が変化し始祖化するというパターンも存在する。
子孫（しそん）
昔に生まれた妖怪の子孫。オリジナルたる始祖に比べて能力は劣ることが多いが、噂の影響を受けず変質しない。
精霊（せいれい）
肉体を持たない精神体のみの妖怪。霊体とも呼ばれる集合無意識の端末のような存在。実体を持たないため物理的な干渉を受け付けない。
幽霊（ゆうれい）
死者の魂が成仏を拒み、この世に残ったモノ。存在は明言されているが3巻現在直接の登場は無い（メリーさんやターボ婆ちゃんは妖怪化以前にこの状態だった時期もあるとのこと）。精霊と同じ理由で物理的な干渉を受け付けない。

### 退魔師関連
仙気（せんき）
大気中に満ちる膨大な霊子を体に取り込み自然と一体化する仙人の力。
童気（どうき）
仙気の一種で修業を経ず、生まれ持った資質次第で扱える反面、性行為などによって「魂に色が付く」と使えなくなるという特性をもつ。

### その他
大場菜市（おおばなし）
作中の舞台となる田舎でも都会でもないごく普通の地方都市。変態的な妖怪の出現率が高い。
『二人はマグナ☆マテル』
日曜朝8時半から放送している変身魔法少女アニメ。「ガイア」「レアー」という二人の少女が主役らしく、メリーさんや大吾を始め多数のファンがいる人気作品。

## 既刊一覧
- 夏希のたね（著） / 犬洞あん（イラスト） 『あやかしマニアックス!』 ソフトバンククリエイティブ〈GA文庫〉、全5巻
  1. 2011年10月15日発売[7]、ISBN 978-4-7973-6694-5
  2. 2012年1月15日発売[8]、ISBN 978-4-7973-6865-9
  3. 2012年6月15日発売[9]、ISBN 978-4-7973-6988-5
  4. 2012年9月15日発売[10]、ISBN 978-4-7973-7133-8
  5. 2013年1月15日発売[11]、ISBN 978-4-7973-7232-8